# Jefimija
Jefimija (en serbio: Јефимија; 1349-1405), nombre secular de Jelena Mrnjavčević (en serbio: Mrелена Мрnjaавчевић), hija de Vojihna y viuda de Jovan Mrnjavčević, es considerada la primera poetisa serbia. Su Lamento por un Hijo Muerto y Encomio del Príncipe Lazar son famosos en el canon de la literatura medieval serbia.